# Obala, Kamerun
Obala je mesto v Osrednji provinci Kameruna, ki leži okoli 45 km severno of prestolnice države, Yaoundé. V mestu se nahaja sedež rimskokatoliške škofije iObala in vojaška akademije. 
V bližini mesta se nahajajo Nachtigalski slapovi.